# Troller
Troller – marka brazylijskiego producenta samochodów terenowych z pierwotną siedzibą i fabryką w Horizonte, w stanie Ceará. Firma pierwotnie nosiła nazwę Troller Veículos Especiais S.A., od 2007 roku jest oddziałem firmy Ford Motor Company Brasil Ltda.

## Historia firmy

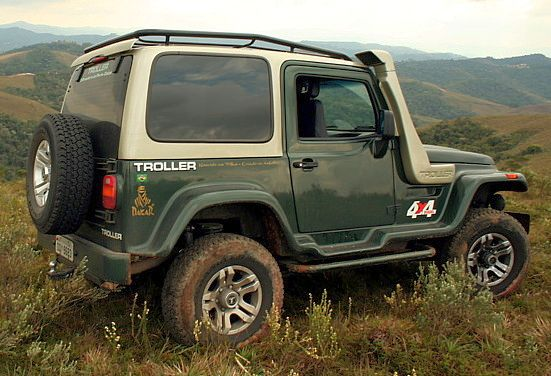
Troller T4 w Campos do Jordão

Przedsiębiorstwo zostało założone w 1994 roku, a od stycznia 2007 roku jest częścią brazylijskiej filii koncernu Ford Motor Company. Pierwotna siedziba firmy znajdowała się w Horizonte, w stanie Ceará. Później została przeniesiona do Andar w stanie São Paulo. Obecnie znajduje się w São Bernardo do Campo w stanie São Paulo.
W latach 1994–1997 zbudowano 44 sztuki modeli prototypowych. We wrześniu 1998 roku rozpoczęto produkcję trzydrzwiowego samochodu terenowego Troller T4 z twardym dachem (hardtop). Początkowo był on napędzany silnikiem o pojemności skokowej 2.0 dm³ i mocy maksymalnej 84 kW (114 KM). W 2002 roku wprowadzono pięciodrzwiową odmianę modelu T4. Z czasem zmieniono silnik na International-MWM TDi 3.0 o mocy maksymalnej 120 kW (163 KM). W 2003 roku uruchomiono produkcję otwartej wersji Troller T4-M z silnikiem MWM TDi 2.8 o mocy maksymalnej 94 kW (128 KM), przeznaczonej głównie dla wojska. We wrześniu 2003 roku i październiku 2008 roku dokonano restylizacji modelu T4.
Plany przewidują produkcję do 2,5 tys. sztuk rocznie. W 2002 roku powstało 1031 szt., w 2003 roku 920 sztuk.
Jesienią 2004 roku na salonie w São Paulo zadebiutował prototyp pickupa Troller Pantanal, który był produkowany w latach 2005–2007. Napędzany był silnikiem MWM TDi 2.8 o mocy maksymalnej 97 kW (132 KM).
W 2005 roku rozpoczął się montaż modelu T4 w Angoli.

## Modele Trollera
- Troller Pantanal
- Troller T4